# Bulbophyllum brachystachyum
Bulbophyllum brachystachyum là một loài phong lan thuộc chi Bulbophyllum.